# Teatrul Masca
Teatrul Masca este un teatru localizat în București.

## Istoric
Teatrul Masca a fost înființat de către Mihai Mălaimare la 24 mai 1990, fiind singurul teatru de gest, pantomima și expresie corporală din România.
Masca a început sa funcționeze la 1 iulie 1990 în subsolul unei clădiri din cartierul Aviatorilor, Str. Aleea Alexandru. Nu au existat niciun fel de dotări aducând-se de acasă tot ceea ce era necesar pentru o asemenea activitate (mașini de scris, coli de hârtie, plicuri, etc). S-a amenajat prin eforturi financiare proprii sala de repetiții, având cca 20 de metri pătrați.
Un incendiu a izbucnit la 12 aprilie 2025, la etajul unu, pe o suprafață de 700 de metri pătrați, la o sala de spectacole. Clădirea se află în curs de reabilitare.